# Josef Starck

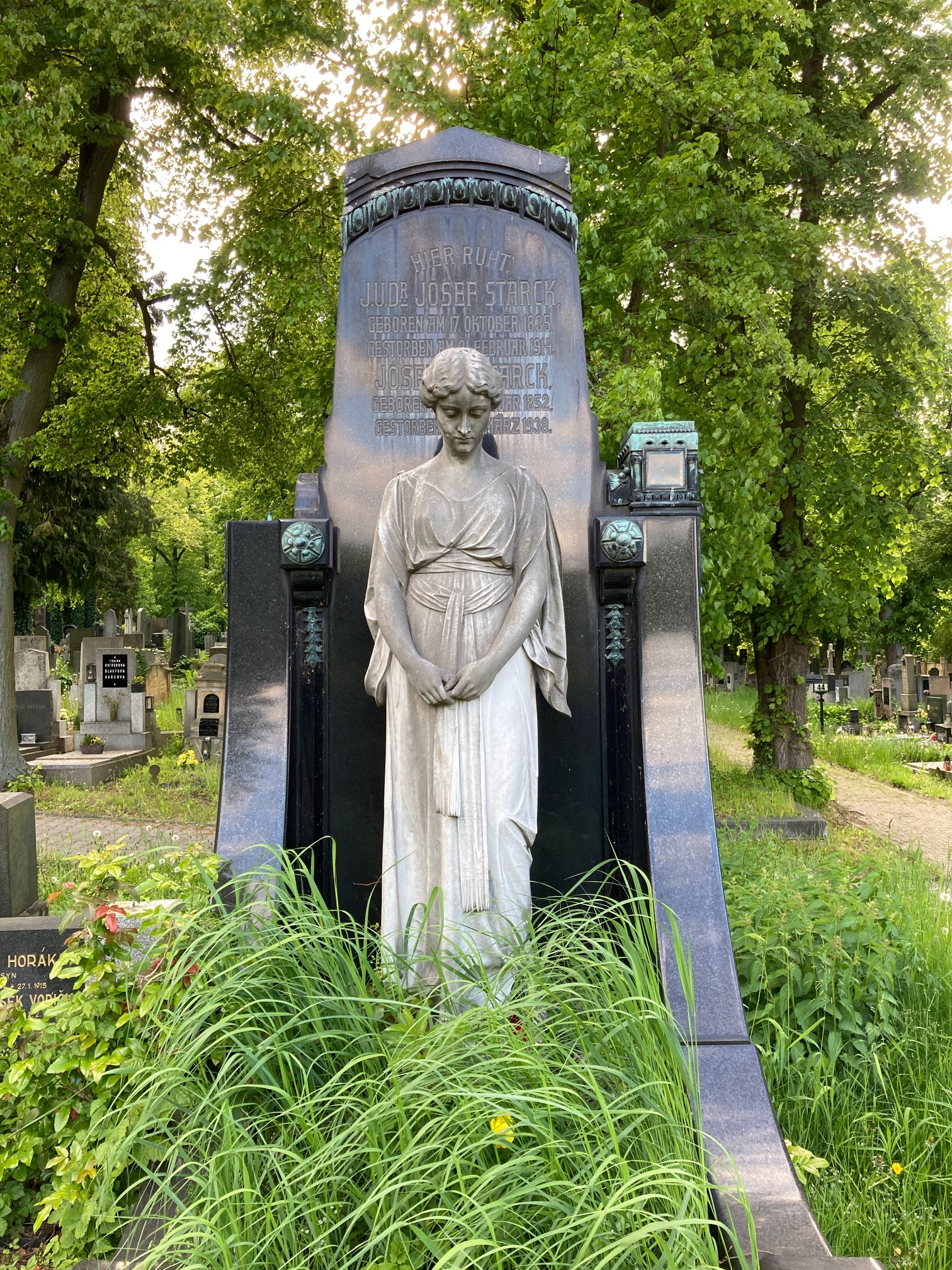
Hrobka Josefa Starcka na Ústředním hřbitově v Plzni

Josef Starck (17. října 1835 Břasy – 21. února 1914 Plzeň) byl plzeňský právník, poslanec Sněmu království Českého, předák německé menšiny v Plzni.
Jeho rodiči byli Josef Starck a Anna, rozená Liewaldová. Oženil se s Josefinou Annou, rozenou Pankrazová, s níž měl syny Josefa a Antona. Jejich sídlem byl jednoposchoďový zámeček s balkónem, který nechal vystavět na místě bývalé tvrze v obci Lštění v Blížejově. V obci Tři Sekery byl spolumajitelem továrny na dřevěné perly a na výrobu barevných kostek pro děti. Pohřben je na Ústředním hřbitově v Plzni.